# Giocasto
Nella mitologia greca Giocasto (o Iocasto o Iocastro, in greco antico: Ἰοκάστης?, Iokástos) è l'eroe fondatore della città di Reggio Calabria. Figlio di Eolo e Ciane, era sovrano di un territorio che da Reggio abbracciava la fascia tirrenica, forse fin quasi alla Campania.
Secondo altre versioni del mito, di probabile origine calcidese, furono invece appunto alcuni uomini di Calcide, che, avendo lasciato il loro paese a causa di una carestia, in base alle indicazioni di un oracolo stavano cercando "una femmina che stringeva un maschio". Proprio nei pressi della tomba di Giocasto (che era morto per il morso di un serpente) essi videro una vite abbarbicata ad un leccio. Considerando quello il luogo indicato, fondarono la città.

## Raffigurazione
Giocasto è rappresentato come un giovane seduto con un bastone, sulle monete reggine del V secolo a.C. In altre raffigurazioni numismatiche ha un serpente accanto al braccio e alla schiena, forse nell'atto di morderlo.